# Пистойский собор (1786)

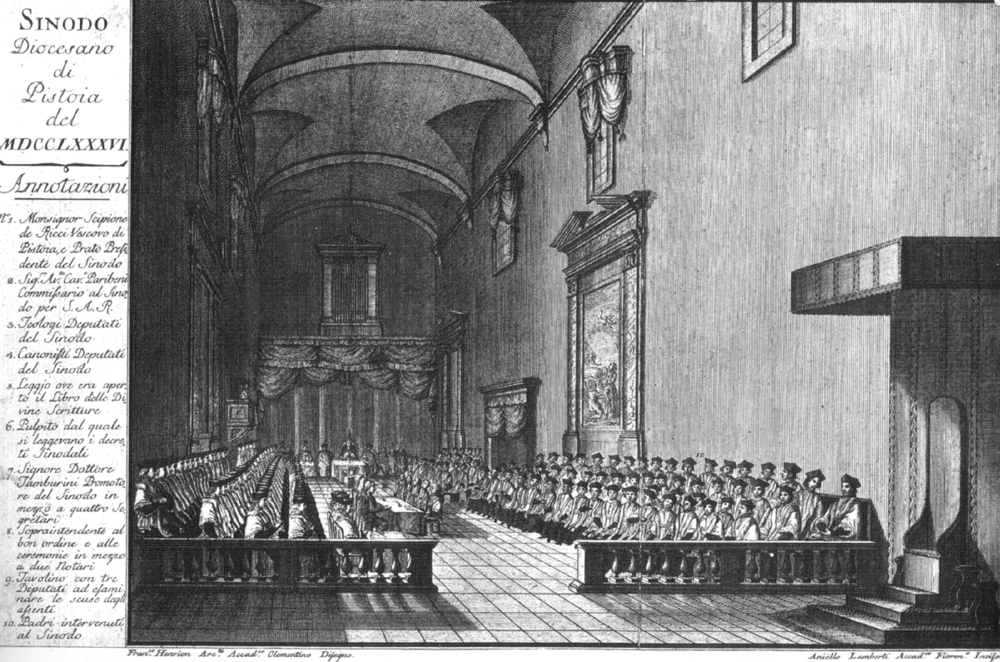
Пистойский собор в Церковь Сан-Бенедетто (Пистоя), Пистоя, 1786 год

Пистойский собор (итал. Sinodo di Pistoia) — церковный собор, происходивший 18-28 сентября 1786 года в итальянском городе Пистоя. Был созван пистойским епископом Шипионе де Риччи под патронажем великого герцога Тосканского Леопольда II.
Целью собора было реформирование католической церкви в Тоскане с использованием идей галликанства и янсенизма и ограничением власти папы Римского. На собор явилось большое количество священников, его декреты были одобрены почти единогласно, что внушило энтузиазм приверженцам янсенизма по всей Европе.
Однако на соборе, созванном 23 апреля 1787 года во Флоренции, тосканские епископы отвергли декреты пистойского собора, а в 1794 году папа римский Пий VI осудил собор в булле Auctorem fidei, а Риччи отрёкся от идей собора.